# Visconde de Leite Perry
Visconde de Leite Perry é um título nobiliárquico criado por D. Carlos I de Portugal, por Decreto de 24 de Outubro de 1895, em favor de José Bressane Leite Perry.
Titulares
1. José Bressane Leite Perry, 1.º Visconde de Leite Perry.